# Zambian Open University
Zambian Open University – prywatny uniwersytet w Zambii z siedzibą w Lusace. Został założony w 2002 roku, lecz pierwszych 369 studentów rozpoczęło naukę na tej uczelni w styczniu 2005. Studia odbywały się wtedy na trzech wydziałach:
- Wydział Nauk Humanistycznych (School of Humanities)
- Wydział Nauk Ścisłych i Prawa (School of Sciences and Law)
- Wydział Ogólny (School of Education)

Oficjalnie uniwersytet został otwarty 25 marca 2005 przez Levy′ego Patricka Mwanawasę.

## Wydziały Uniwersytetu
- Wydział Edukacji Biznesowej (School of Business Studies)
- Wydział Ogólny (School of Education)
- Wydział Nauk Humanistycznych i Edukacji Społecznej (School of Humanities and Social Studies)
- Wydział Prawa (School of Law)